# Donald Pleasence
Donald Henry Pleasence (ur. 5 października 1919 w Worksop, zm. 2 lutego 1995 w Saint-Paul-de-Vence) – angielski aktor charakterystyczny.
W 1994 roku królowa brytyjska Elżbieta II uhonorowała go Orderem Imperium Brytyjskiego IV klasy (OBE), przyznawanym obywatelom brytyjskim, którzy przyczynili się do rozsławienia Wielkiej Brytanii na całym świecie.

## Życiorys

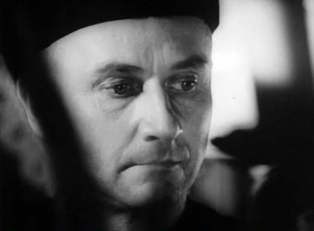
Donald Pleasence w filmie Oko diabła

### Wczesne lata
Urodził się w Worksop w hrabstwie Nottinghamshire w rodzinie kolejarzy jako syn Alice (z domu Armitage) i Thomasa Stanleya Pleasence'a. Wychowywał się jako ścisły metodysta w Grimoldby w hrabstwie Lincolnshire. W latach młodzieńczych lubił recytować. Uczęszczał do Crosby Junior School w Scunthorpe i Ecclesfield Grammar School w Sheffield. Po ukończeniu liceum zdobył miejsce w Royal Academy of Dramatic Art, ale nie mógł studiować, z powodu braku stypendium.
Przez półtora roku pracował na torze jako szef stacji kolejowej w South Yorkshire. Potem otrzymał angaż w Jersey Repertory Company jako kierownik i okazjonalnie jako aktor w pełnym wymiarze. W 1939 roku debiutował w spektaklu Wichrowe Wzgórza. Jego działalność teatralną przerwała II wojna światowa. Jako obdżektor początkowo odmówił służby wojskowej i przez pół roku pracował jako drwal. Ale potem zmienił swoje nastawienie i został radiooperatorem bombowca Lancaster w Royal Air Force. Zestrzelony nad Francją, został uwięziony w niemieckim obozie jenieckim Stalag Luft I w Barth (dziś Landkreis Vorpommern-Rügen), gdzie spędził rok.

### Kariera
Po wojnie w 1946 powrócił do teatru i dostał angaż w Londynie w komedii szekspirowskiej Wieczór Trzech Króli. W ciągu następnych pięciu lat występował z różnymi grupami teatralnymi, w tym Birmingham Repertory Theatre i Bristol Old Vic. W 1948 został zatrudniony przez Laurence’a Oliviera, który zauważył go na londyńskiej scenie. W 1951 był obsadzony na Broadwayu w produkcjach szekspirowskich Juliusz Cezar i Antoniusz i Kleopatra. Do jego największych teatralnych kreacji należy rola niepełnosprawnego umysłowo nieuczciwego Daviesa w dramacie Harolda Pintera Dozorca (The Caretaker, premiera: 27 kwietnia 1960) z Alanem Batesem w Arts Theatre. 
W 1952 trafił na szklany ekran w dramacie BBC The Dybbuk z Peterem Wyngarde. Zwrócił na siebie uwagę jako Parsons w ekranizacji powieści George’a Orwella Rok 1984 (Nineteen Eighty-Four, 1956) w reżyserii Clive’a Donnelly. Cztery lata później w filmie  z Jamesem Bondem Żyje się tylko dwa razy (You Only Live Twice, 1967) zagrał czarny charakter – Ernsta Stavro Blofelda. Kolejne imponujące kreacje to m.in. fałszerz dokumentów Colin w dramacie wojennym Johna Sturgesa Wielka ucieczka (The Great Escape, 1963), gospodarz zamku, zniewieściały i neurotyczny George w komediodramacie Romana Polańskiego Matnia (Cul-de-Sac, 1966), szef SS Heinrich Himmler w dramacie wojennym Orzeł wylądował (The Eagle Has Landed, 1976), doktor Samuel „Sam” Loomis w filmach z serii Halloween czy prezydent w dreszczowcu science fiction Johna Carpentera Ucieczka z Nowego Jorku (Escape from New York, 1981). Można go było także zobaczyć w serialach: Przygody Robin Hooda (The Adventures of Robin Hood) w roli Jana bez Ziemi, Strefa mroku (The Twilight Zone), Ścigany (The Fugitive), Hawaii Five-O, Columbo, Centennial i Miss Marple.
Aktor użyczył również głosu w reklamie społecznej The Spirit of Dark and Lonely Water z 1973 roku. Spot, mający ostrzegać dzieci przed niebezpieczeństwem związanym z zabawą nad wodą, stał się owiany złą sławą przez rzekome wywoływanie koszmarów.

## Filmografia
- 1956: 1984 jako Parsons
- 1958: Opowieść o dwóch miastach jako John Barsad
- 1963: Wielka ucieczka (The Great Escape) jako F.Lt (kpt.) Colin
- 1966: Fantastyczna podróż (Fantastic Voyage)
- 1966: Matnia (Cul-de-Sac 1966)
- 1967: Noc generałów (The Night of the Generals)
- 1967: Żyje się tylko dwa razy (You Only Live Twice)
- 1971: THX 1138
- 1971: Na krańcu świata (Wake in Fright)
- 1973: Columbo (Koneser win Any Old Port In A Storm (premiera: 7 października 1973))
- 1976: Orzeł wylądował
- 1976: Ostatni z wielkich (The Last Tycoon)
- 1977: O mój Boże! (Oh, God!)
- 1978: Sgt. Pepper’s Lonely Hearts Club Band
- 1978 Halloween (Halloween)
- 1979: Na Zachodzie bez zmian (All Quiet on the Western Front)
- 1981: Ucieczka z Nowego Jorku (Escape from New York)
- 1981: Halloween 2 jako dr Samuel „Sam” Loomis
- 1987: Książę ciemności jako ksiądz
- 1988: Halloween 4: Powrót Michaela Myersa jako dr Samuel „Sam” Loomis
- 1988: Nosferatu w Wenecji jako Don Alvise
- 1989: Halloween 5: Zemsta Michaela Myersa jako dr Samuel „Sam” Loomis
- 1989: Casablanca Express jako płk. Bats
- 1991: Cienie i mgła jako doktor
- 1992: Diên Biên Phu jako Howard Simpson
- 1993: Złodziej z Bagdadu jako Phido the Vulture (głos)
- 1995: Halloween 6: Przekleństwo Michaela Myersa jako dr Samuel „Sam” Loomis